# Club Central Entrerriano
El Club Central Entrerriano es una institución deportiva de Argentina ubicada en la ciudad de Gualeguaychú, Entre Ríos. Es conocido principalmente por haber participado en la máxima categoría del baloncesto argentino, la Liga Nacional de Básquet, pero también desarrolla actividades como ajedrez, bochas, fútbol, handball, hockey patín, rugby y vóley.

## Historia

### Inicios
El Club Central Entrerriano nace el 15 de abril de 1913, de la iniciativa de un grupo de muchachos de fundar un club para la práctica de distintas disciplinas deportivas, pero fundamentalmente el fútbol.
Una de las primeras figuras del torneo local fue Alberto Zozaya quien vistiendo la casaca de Central Entrerriano ganó los títulos de los años 26 y 28 antes de emigrar a Estudiantes de La Plata en donde se destacó en el primer torneo del Profesionalismo en 1931.
El fútbol tuvo su momento de gloria en 1981 cuando cumplió su mejor campaña en el Torneo del Interior quedando muy cerca de llegar al Nacional, cayendo ante Chaco For Ever en Resistencia por 1 a 0, luego de haber empatado 1 a 1 en un colmado Estadio Municipal.
Figuras de la talla de Víctor Marchessini, Marcelo Broggi, Marcelo Bauzá, Joaquín Irigoytía, Dario Lema y Diego Herner se iniciaron en el club y luego brillaron en las canchas más importantes de Argentina.
Sin lugar a dudas las páginas más importantes de Central pasan por el básquetbol. A comienzos de los 80 el elenco de calle España fue uno de los principales animadores de la Liguilla Entrerriana. Eran los tiempos del "Papa" Schaumann, del uruguayo Medina Ávila, de Ronnie Smith y del maestro Arturo Viviani.

### Básquetbol

#### Primeros pasos
Hubo que esperar hasta 1992 para que Central Entrerriano ingresara a la base de la pirámide de la Liga Nacional de Básquet, cuando un grupo de jóvenes soñadores se animó al desafío de aceptar una invitación de la AdC para disputar la edición 92-93 de la Liga Nacional B.

Fue el viernes 20 de noviembre de 1992 cuando se emprendió el camino ante El Tala de San Francisco. Un par de temporadas en la categoría hasta que llegó el ascenso al Torneo Nacional de Ascenso. La vuelta olímpica fue el domingo 28 de mayo de 1995 ante Inca Huasi de San Juan en un colmado José María Bertora.

#### Torneo Nacional de Ascenso
Al club le costó mantener la plaza, como cuando en la 96-97 Eddie Pope no se presentó ante Valle Inferior al 4º partido y se tuvo que ir a definir la permanencia a Viedma, objetivo que se logró con dos libres de Martín Comeres sobre el final del decisivo partido.

En la 98-99 se estuvo cerca de ascender, pero luego de unas finales increíbles ante el Quilmes del “Huevo” Sánchez se frustró la oportunidad.

En la 01-02 Fabio Demti se hizo cargo de la dirección técnica y no tardo en imponer su estilo. Y fue la siguiente temporada la que marcaría el hito deportivo más importante en la historia deportiva de Gualeguaychú.

El sábado 17 de mayo de 2003 el Estadio José María Bertora se convertía nuevamente en testigo de otra hazaña y Central obtenía el ascenso a la elite del básquetbol argentino al vencer al candidato Conarpesa de Puerto Madryn. El martes 10 de junio en Junín ante cientos de hinchas centralistas que acompañaron al equipo se obtenía el título de Campeón del Torneo Nacional de Ascenso 2002-03 al vencer a Argentino de Junín en el quinto partido de las finales.

#### Liga Nacional de Básquet
Desde la temporada 2003-04, Central Entrerriano compitió intermitentemente en la Liga Nacional A y su mejor ubicación en dicha categoría fue el 6.º puesto logrado en la Liga Nacional de Básquet 2005/06. En este período grandes jugadores pasaron por el club, como Sebastián Vega, Patricio Simoni, Dionisio Gómez Camargo, Alejandro Burgos y Fernando Funes.

Se mantuvo en la Liga Nacional, durante siete temporadas. Sin embargo tras descender de la primera división del básquet argentino en la temporada 2009-10, decidió renunciar a competir en el TNA por razones económicas.

#### Reinicio de la actividad
En la temporada 2013/14 del Torneo Provincial sale campeón en un 3-1 contra Juventud Unida.

Luego de varias temporadas en el Torneo Federal de Básquet (en una de ellas pierde la semifinal), en la temporada 2018/19 Central se corona campeón, de la tercera categoría y logra el ascenso al Torneo Nacional de Ascenso.

En el Torneo Nacional de Ascenso 2019/20 queda primero en las dos primeras zonas, pero por la emergencia sanitaria del COVID-19 queda suspendida la liga.

Debido al sistema elegido para disputarse La Liga Argentina 2021 (ex TNA), el cual perjudicó económicamente a los equipos que no eran locales de cada microsede, el club se vio imposibilitado de afrontar los gastos acordes a una plantilla competitiva y el respectivo alojamiento en la microelectrónica, por lo cual renunció al ascenso correspondiente, permaneciendo en el Torneo Federal de Básquet para la temporada 2021.

#### Liga Federal de Básquet
En la temporada 2021 compite en la División Entre Ríos y gana su grupo, clasificando al cuadrangular de octavos de final. Allí participa del cuadrangular D, el que gana de manera invicta, clasificando al cuadrangular de cuartos de final. En esa instancia participa del cuadrangular I, en el que finaliza en la tercera posición quedando eliminado.

En la temporada 2022, compitió en la División Entre Ríos, clasificó en la sexta posición y accedió a los playoffs de reclasificación, instancia en la que quedó eliminado ante Regatas Uruguay.

En la temporada 2023, integró el Grupo 2 de la División Litoral, finalizó primero, tras ganar el playoffs divisiónal, avanzó a los playoffs interzonales, quedando eliminado en la instancia cuartos de final de la Región Norte.

En 2024, integró el grupo A de la División Litoral y finalizó primero, ganó el playoffs de división y avanzó a los playoffs interzonales, allí quedó eliminado en la instancia de semifinales de la Región Sur, frente a quien finalmente sería el campeón del certamen.

#### Campeonato y nuevo ascenso
En 2025, integró la División Litoral; se adjudicó su grupo con un registro de 11-5. Luego en el playoffs de división eliminó a Ciclista (Paraná) por 2-1. Accedió al playoffs interzonal en donde enfrentó a tres equipos de la División Metropolitana y eliminó suscesivamente a Estudiantil Porteño (2-0), River Plate (2-0) y Presidente Derqui (2-0). Con elló accedió a la final regional en la que enfrentó a Pérfora (Plaza Huincul) ganador del interzonal Sur-Sudeste y venció por 2-1 (77 a 83, 90 a 65  y 92 a 65.); con ello consiguió un nuevo ascenso a la Liga Argentina y el pasaje a la final del certamen.

En la final enfrentó a Santa Paula de Galvez; en el primer juego, el 27 de julio, Santa Paula se hizo fuerte de local y ganó por 86 a 61, para poner la serie 1-0 a su favor. En el partido de vuelta, jugado el 30 de julio, Central Entrerriano, de local, emparejó la serie luego de un contundente 88 a 68. El 31 de julio de 2025, venció en el tercer juego de la final a Santa Paula por 74 a 60, con lo que al ascenso conseguidó le sumó el título de campeón de la Liga Federal de Básquet 2025, siendo su segundo título en la categoría.

## Otros deportes
El principal deporte que se practica es el Básquet, aunque el club también se destaca en el rugby y las bochas a nivel local y provincial. Otras de las actividades que realiza son ajedrez, bochas, handball, hockey patín, vóley y rugby.
Desde la institución de la Liga Nacional de Básquet Femenino, el club ha sido protagonista en cada competencia, siendo campeón en la edición 2008 ante el Club Atlético Vélez Sarsfield.
Por otra parte, Central Entrerriano también se destaca por la comparsa Marí Marí, que es la más ganadora del Carnaval de Gualeguaychú con 22 primeros premios, 6 segundos puestos y 3 terceras ubicaciones.

## Palmarés

### Básquet
Torneo Nacional de Ascenso :
2002-03
Torneo Federal de Básquetbol - Liga Federal de Básquet: 2 (2018-19 y 2025)
Primera Nacional "B":
1994-95
Liga Provincial de Básquet: 1983, 1985, 2014, 2024
Torneo Asociativo, Asociación de básquet Gualeguaychú: 1995, 2021

### Fútbol
En la actualidad, Central Entrerriano es el club más galardonado de la ciudad. Ganando a lo largo de toda la historia del fútbol de Gualeguaychú, 25 campeonatos y un ascenso de la divisional B
Liga Departamental de Fútbol de Gualeguaychú:
1920, 1921, 1926, 1928, 1930, 1931, 1948, 1950, 1963, 1969, 1970, 1975, 1976, 1978, 1981, 1990(clausura), 1996, 1997, 1998, 2002, 2003, 2007, 2009, 2016(Apertura) y (Clausura).

## Instalaciones
La sede del club se encuentra en la calle España 265, en la ciudad de Gualeguaychú, Provincia de Entre Ríos. Cuenta con diversas canchas de básquet, bar- restaurante, y espacios para diversas actividades. También cuenta con el estadio de básquet “José María Bertora” con capacidad para 1380 espectadores. Desde 1991 cuenta con el Instituto Dr. José María Bertora, que educa a cientos de jóvenes con orientación deportiva y ecológica. Además de la sede de calle España se cuenta con un predio en el Parque Unzue en donde se encuentra la cancha de fútbol y otro en Urquiza al oeste con dos canchas de rugby.

### Estadio
El club cuenta con el Estadio José María Bertora, usado principalmente para la práctica del baloncesto. El mismo está ubicado en la sede de España 265 y tiene una capacidad de 1380 espectadores para los partidos de baloncesto.

## Entrenadores
- Horacio Schaumann (1995/96)
- Javier Espindola (1998/99, 1999/00, 2000/01)
- Fabio Demti (2001/02, 2002/2003, 2004/05, 2005/06, 2008/09)
- Martín Guastavino (2006/07, 2007/08)
- Eduardo Cadillac (2009/10)
- Diego Vadell (2010)
- Juan Carlos Cordati (2014)
- Carlos Pérez (2014/15, 2015/16, 2016/17)
- José Pestuggia (2017/18)
- Mariano Panizza (2018/19, 2019/20, 2021)
- Gastón Fernández (2021)
- Gerónimo Díaz Velez (2022)
- Mariano Panizza (2023)